# Stabæk Fotball Kvinner
Stabæk Fotball Kvinner (znany też jako Stabæk FK czy Stabæk) – norweski klub piłki nożnej kobiet z miasta Bekkestua, w gminie Bærum (dzielnica Stabekk), powstały w 1912 r. i jest sekcją piłki nożnej kobiet w klubie Stabæk IF. Klub swoje mecze rozgrywa na stadionie Nadderud.
Od 2009 roku klub gra w Toppserien, czyli w najwyższej klasie rozgrywkowej w norweskim futbolu kobiecym.